# فريدوم (سفينة قتال)
فريدوم حرفيا (الحرية) (بالإنجليزية: Freedom) هي طبقة واحدة من اثنتين من طبقات السفن القتالية الساحلية التي بنيت لبحرية الولايات المتحدة.
اقترحت الطبقة فريدوم من قبل شركة لوكهيد مارتن كمنافس لأسطول من السفن الحربية الصغيرة متعددة الأغراض للعمل في المناطق الساحلية. تمت الموافقة على سفينتين، للتنافس مع تصميم سفن الطبقة «الاستقلال» التي عرضت من قبل جنرال دايناميكس و«أستول» (Austal) للحصول على عقد بناء ما يصل إلى 55 سفينة.

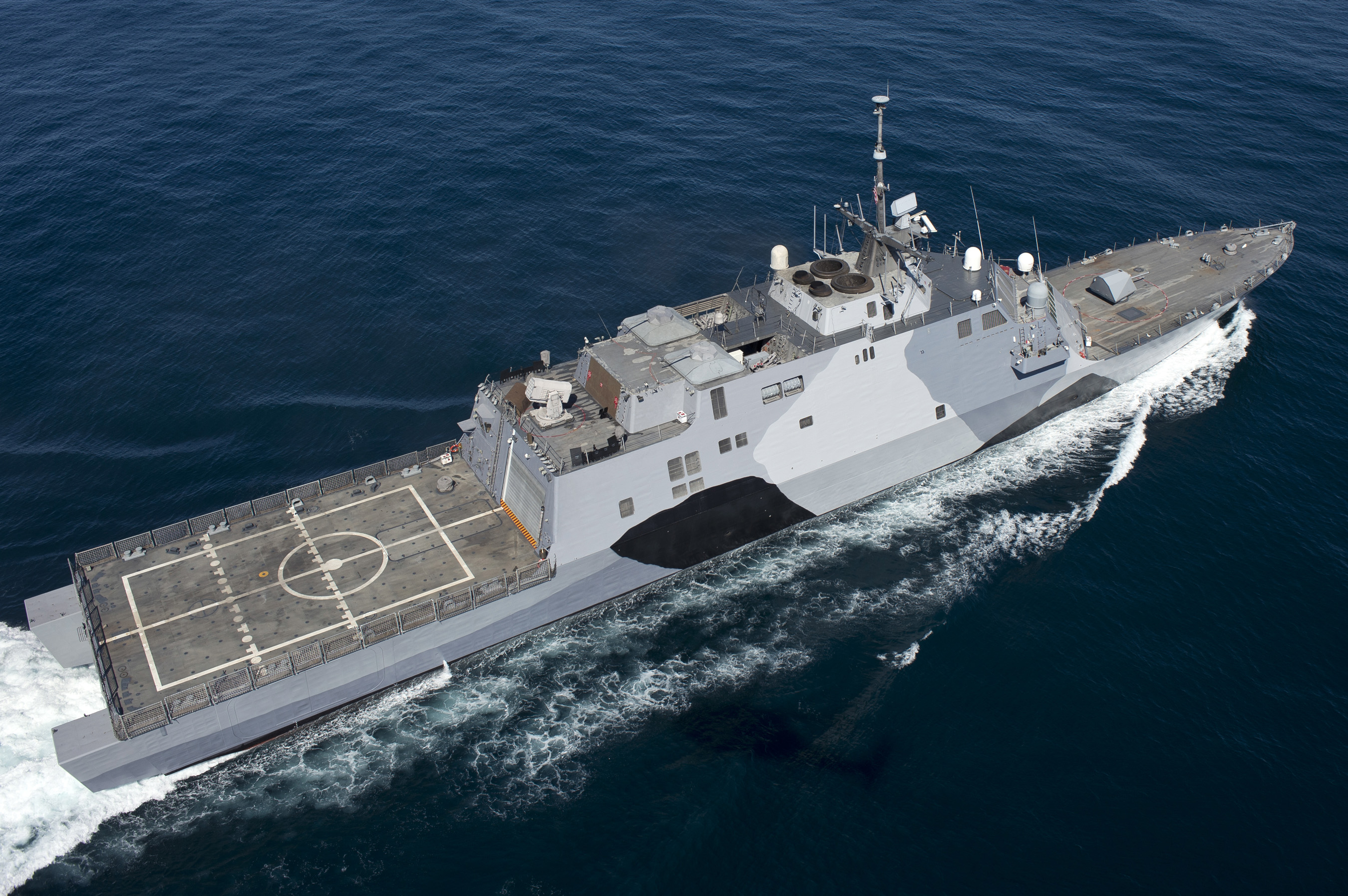
Freedom in February 2013 showing her large helideck and a RAM launcher on the hangar.

## السفن في الطبقة
| السفينة              | رقم البدن | أبرام الأمر      | أطلقت             | فوضت              | الحالة             |
| -------------------- | --------- | ---------------- | ----------------- | ----------------- | ------------------ |
| Freedom              | LCS-1     | 2 June 2005      | 23 September 2006 | 8 November 2008   | نشطة في الخدمة     |
| Fort Worth           | LCS-3     | 11 July 2009     | 7 December 2010   | 22 September 2012 | نشطة في الخدمة     |
| Milwaukee            | LCS-5     | 27 October 2011  | 18 December 2013  | 21 November 2015  | نشطة في الخدمة     |
| Detroit              | LCS-7     | 11 August 2012   | 18 October 2014   |                   | Fitting out        |
| Little Rock          | LCS-9     | 27 June 2013     | 18 July 2015      |                   | Fitting out        |
| Sioux City           | LCS-11    | 19 February 2014 | 30 January 2016   |                   | Fitting out        |
| Wichita              | LCS-13    | 9 February 2015  |                   |                   | Under construction |
| Billings             | LCS-15    | 2 November 2015  |                   |                   | Under construction |
| Indianapolis         | LCS-17    | 18 July 2016     |                   |                   | Under construction |
| St. Louis            | LCS-19    |                  |                   |                   | On order           |
| Minneapolis/St. Paul | LCS-21    |                  |                   |                   | On order           |
| Cooperstown          | LCS-23    |                  |                   |                   | On order           |
| TBD                  | LCS-25    |                  |                   |                   | On order           |

## المملكة العربية السعودية
في أكتوبر 2015، طلبت المملكة العربية السعودية لشراء أربع سفن من الطبقة فريدوم لتحديث أسطولها الشرقي في صفقة بلغت 11250000000 دولار أمريكي.

## وصلات خارجية
- Freedom-class Littoral Combat Ship on navyrecognition.com